# Feradi Maius
Feradi Maius (łac. Feraditanus Maior) – stolica historycznej diecezji w Cesarstwie rzymskim w prowincji Byzacena, współcześnie w Tunezji. Obecnie katolickie biskupstwo tytularne.

## Biskupi tytularni
| Lp. | Biskup                           | Funkcja                                              | Od                  | Do                  |
| --- | -------------------------------- | ---------------------------------------------------- | ------------------- | ------------------- |
| 1   | William Theodore Heard           | dziekan Roty Rzymskiej                               | 5 kwietnia 1962     | 10 kwietnia 1962    |
| 2   | Ignatius Gopu                    | biskup koadiutor Visakhapatnam (Indie)               | 10 grudnia 1963     | 4 października 1966 |
| 3   | Lucas Moreira Neves              | biskup pomocniczy São Paulo urzędnik Kurii Rzymskiej | 9 czerwca 1967      | 3 stycznia 1987     |
| 4   | João Bosco Oliver de Faria       | biskup pomocniczy Pouso Alegre (Brazylia)            | 5 sierpnia 1987     | 8 stycznia 1992     |
| 5   | Béla Balás                       | biskup pomocniczy Veszprém (Węgry)                   | 10 sierpnia 1992    | 31 maja 1993        |
| 6   | Marin Barišić                    | biskup pomocniczy Splitu-Makarskiej (Chorwacja)      | 3 sierpnia 1993     | 21 czerwca 2000     |
| 7   | Amândio Tomás                    | biskup pomocniczy Évory (Portugalia)                 | 5 października 2001 | 8 stycznia 2008     |
| 8   | José Francisco González González | biskup pomocniczy Guadalajary (Meksyk)               | 14 lutego 2008      | 13 grudnia 2013     |
| 9   | Estevam dos Santos Silva Filho   | biskup pomocniczy São Salvador (Brazylia)            | 29 stycznia 2014    | 15 kwietnia 2020    |
| 10  | Giovanni Luca Raimondi           | biskup pomocniczy Mediolanu (Włochy)                 | 30 kwietnia 2020    |                     |